# Estibina (mineral)
La estibina, también llamada antimonita o estibinita, es un mineral del grupo II (sulfuros), según la clasificación de Strunz. Es la mena principal del antimonio, metal relativamente raro (0,2 por millón en la corteza terrestre). La estibina aparece como masas granudas, hojosas y con bastante frecuencia como cristales prismáticos, cuyo desarrollo puede ir desde cristales capilares microscópicos a prismas de longitud multidecimétrica. Tiene un punto de fusión bajo, de modo que puede fundirse fácilmente con cualquier llama. Tiene una exfoliación perfecta según un solo plano.
La estibina se ha utilizado tradicionalmente para la fabricación del kohl, cosmético ampliamente utilizado en Oriente Medio y Arabia, aunque en muchos momentos y lugares (desde el Antiguo Egipto a la actualidad) se ha utilizado en su lugar la galena, más barata y fácil de obtener, pero más tóxica. La forma de los cristales de la estibina, su punto de fusión bajo y su único plano de exfoliación (la galena tiene tres) permite distinguir una de otra con bastante facilidad.
La estibina no está asociada con otros sulfuros en yacimientos hidrotermales, sino con cuarzo o calcita. La mayor parte de la producción anual proviene de China, de donde proceden también ejemplares con grandes cristales. En la mina Wuning, en Quingjian, Jiangxi, se han encontrado cristales de hasta 20 cm de longitud, no siendo raros los de 10 cm. Son todavía mayores los de la mina Ichinokawa, en Saijo, isla de Shikoku (Japón), donde se extrajeron cristales que (muy excepcionalmente) alcanzaron los 60 cm de longitud, siendo relativamente comunes los de hasta 20 cm. En la mina Socavón, en Oruro (Bolivia) son frecuentes los cristales de hasta 6 cm de longitud. En España, los mayores cristales (uno de 17 cm se encuentra en la colección Folch) aparecieron en las minas Don Beck y Pepín, en Espiel (Córdoba). Otras minas notables, en este caso por razones históricas, son las situadas en Santa Cruz de Mudela, explotadas probablemente en época musulmana y con seguridad en el siglo XVI. En el siglo XVIII se explotó para fabricar caracteres de imprenta, por cuenta del impresor Antonio de Sancha. La estibina es un mineral común, y en España existen alrededor de 50 yacimientos, casi todos explotados a pequeña escala en los siglos XIX y XX.
En Sierra Morena existen numerosas minas abandonadas.
En la zona antimonífera de Santa Cruz de Mudela-Almuradiel-Torrenueva, se explotaron desde el siglo XVI, estando unida al desarrollo de la imprenta y a la farmacia. 
La explotación de Almuradiel estuvo directamente ligada a la industria militar, cesando la actividad en los años sesenta del siglo XX.
Boixereu y Fernández-Leyva (2019) llevan a cabo un completo estudio sobre las minas de la zona citando también las minas de antimonio de Viso del Marqués: Jesucristo, la más conocida camino del Valle de los Perales, Curriple al este y Ruimula al oeste.